# Greenburgh
Greenburgh ist eine Town im Westchester County, New York. Im Jahr 2010 hatte Greenburgh 88.400 Einwohner. Die Stadt liegt im westlichen Teil des Countys.

## Geographie
Die westliche Stadtgrenze wird vom Hudson River gebildet und ist die Grenze zum Rockland County. Durch das Stadtgebiet verlaufen die Interstate 87/Interstate 287.
Nach den Angaben des United States Census Bureaus hat die Town eine Fläche von 93,7 km², wovon 79,0 km² auf Land und 14,7 km² (= 15,64 %) auf Gewässer entfallen.

## Demographie
Zum Zeitpunkt des United States Census 2000 bewohnten Greenburgh 86.764 Personen. Die Bevölkerungsdichte betrug 1097,6 Personen pro km². Es gab 34.084 Wohneinheiten, durchschnittlich 431,2 pro km². Die Bevölkerung Greenburghs bestand zu 72,41 % aus Weißen, 13,07 % Schwarzen oder African American, 0,17 % Native American, 8,77 % Asian, 0,05 % Pacific Islander, 2,94 % gaben an, anderen Rassen anzugehören und 2,59 % nannten zwei oder mehr Rassen. 9,02 % der Bevölkerung erklärten, Hispanos oder Latinos jeglicher Rasse zu sein.
Die Bewohner Greenburghs verteilten sich auf 33.043 Haushalte, von denen in 32,4 % Kinder unter 18 Jahren lebten. 57,3 % der Haushalte stellten Verheiratete, 9,8 % hatten einen weiblichen Haushaltsvorstand ohne Ehemann und 30,1 % bildeten keine Familien. 25,5 % der Haushalte bestanden aus Einzelpersonen und in 9,1 % aller Haushalte lebte jemand im Alter von 65 Jahren oder mehr alleine. Die durchschnittliche Haushaltsgröße betrug 2,57 und die durchschnittliche Familiengröße 3,10 Personen.
Die Bevölkerung verteilte sich auf 23,7 % Minderjährige, 5,9 % 18–24-Jährige, 29,7 % 25–44-Jährige, 26,2 % 45–64-Jährige und 14,6 % im Alter von 65 Jahren oder mehr. Das Durchschnittsalter betrug 40 Jahre. Auf jeweils 100 Frauen entfielen 90,3 Männer. Bei den über 18-Jährigen entfielen auf 100 Frauen 84,5 Männer.
Das mittlere Haushaltseinkommen in Greenburgh betrug 92.231 US-Dollar und das mittlere Familieneinkommen erreichte die Höhe von 114.252 US-Dollar. Das Durchschnittseinkommen der Männer betrug 64.186 US-Dollar, gegenüber 46.658 US-Dollar bei den Frauen. Das Pro-Kopf-Einkommen belief sich auf 43.778 US-Dollar. 3,9 % der Bevölkerung und 2,0 % der Familien hatten ein Einkommen unterhalb der Armutsgrenze, davon waren 3,4 % der Minderjährigen und 4,8 % der Altersgruppe 65 Jahre und mehr betroffen.

## Ortsteile
Etwa die Hälfte der Einwohner Greenbrughs lebt innerhalb der sechs inkorporierten Villages:
- Ardsley
- Dobbs Ferry
- Elmsford
- Hastings-on-Hudson
- Irvington
- Tarrytown

Der Rest lebt in nichtkorporierten Gebieten der Town of Greenburgh, zumeist handelt es sich um ehemals ländlichere Gebiete. Ein Hamlet ist keine offizielle Verwaltungseinheit im Bundesstaat New York, die meisten solchen Siedlungen gehören zu einem der folgenden drei Census-designated places.
- Fairview
- Greenville (auch als Edgemont bekannt)
- Hartsdale

Weitere Ortsteile sind:
- North Elmsford
- South Ardsley
- East Irvington